# Adam Ebner
Adam Heinrich Ebner (* 4. März 1894 in Neu-Isenburg; † 6. Juli 1973 ebenda) war ein deutscher Politiker (KPD).

## Leben und Wirken
Ebner wurde als Sohn einer alteingesessenen Familie in Neu-Isenburg geboren. Der Vater, der Gastwirt Michael Valentin Ebner, verstarb früh, so dass die Mutter, Sophie Marie geborene Koch, die gemeinsame Wirtschaft alleine weiterführen musste. Er besuchte die Volksschule Neu-Isenburg. Anschließend absolvierte er eine Mechanikerlehre und besuchte die städtische Gewerbeschule in Frankfurt am Main. Nach praktischer Tätigkeit als Mechaniker besuchte Ebner als Betriebsassistent der Reichsbahndirektion Frankfurt/Main die Technischen Lehranstalten in Offenbach am Main (heute Hochschule für Gestaltung). Er heiratete Anna Marie Christine geborene Koch.
Ebner nahm am Ersten Weltkrieg teil, in dem er verwundet wurde. Nach dem Krieg trat er der USPD bei und kam mit deren linkem Flügel 1920 zur Kommunistischen Partei Deutschlands (KPD). Von 1921 bis 1924 gehörte Ebner, der seit 1921 verheiratet war, für die KPD dem Landtag des Volksstaates Hessen an. Nach seiner Wahl in den Reichstag 1924 trat er aus dem Landtag zurück. Für ihn rückte Daniel Greiner in den Landtag nach. 1923 war er Delegierter des VIII. KPD-Parteitages.
Im Mai 1924 wurde Ebner als Kandidat der KPD für den Wahlkreis 33 (Hessen-Darmstadt) in den Reichstag gewählt, dem er bis zum Dezember 1924 angehörte. Sein Mandat im hessischen Landtag nahm fortan Ebners Parteifreund Greiner wahr. Im selben Jahr kandidierte er für das Amt des Bürgermeisters von Neu-Isenburg, unterlag aber mit 1074 zu 2142 Stimmen gegen den Sozialdemokraten Wilhelm Arnoul. Als Anhänger des linken Parteiflügels um Ruth Fischer und Arkadi Maslow wurde Ebner 1927 aus der KPD ausgeschlossen und beteiligte sich 1928 an der Gründung des Leninbundes. Dessen lokale Gruppe erreichte 1929 unter Ebners Führung vier Sitze bei den Kommunalwahlen in Neu-Isenburg, Wiedervereinigungsbestrebungen zwischen der lokalen Leninbund-Gruppe und der KPD blieben 1931 erfolglos.
Während der NS-Diktatur war er im März–April 1933 in Schutzhaft und anschließend zeitweise unter Hausarrest, danach arbeitete er wieder bei der Reichsbahn und später als Buchhalter einer Uniformfabrik. Nach 1945 war Ebner bis zu seiner Pensionierung bei der Hessischen Landesversicherungsanstalt tätig, parteipolitisch blieb er ungebunden.